# Michael Woods (ciclista)
Michael Woods (Ottawa, 12 de outubro de 1986) é um ciclista profissional canadiano que atualmente corre para a equipa israelita Israel Start-Up Nation.

## Biografia
Woods assistiu à Universidade de Michigan com uma bolsa de atletismo, na qual se graduó em 2008. Na Universidade, foi treinado por Ron Warhurst.
Antes de começar as corridas de ciclismo, Michael Woods foi um atleta em media distância. Estabeleceu recordes nacionais na milha e 3000 metros e ganhou a medalha de ouro de 1500 metros no Campeonato Pan-Americano de Atletismo Júnior de 2005. Abandonou o atletismo após uma fratura produzida pelo cansaço de seu pé esquerdo e correu a sua última corrida em 2007.
Submeteu-se a uma operação duas vezes para corrigir o problema sem sucesso. Primeiro praticou o ciclismo como treinamento cruzado antes de que seus amigos o persuadissem a participar em corridas. Pratica o ciclismo a tempo completo desde 2013.
Em 2014, competiu na corrida em linha do campeonato mundial na equipa canadiana, mas não terminou a corrida.
Após uma boa temporada em 2015 com a equipa continental Optum-Kelly Benefit Strategies, com o que terminou terceiro no UCI America Tour, assinou com a equipa WorldTour Cannondale em 2016. Fez a sua estreia no WorldTour, no Tour Down Under. Na sua estreia neste nível, distinguiu-se por terminar quinto na classificação geral e duas vezes terceiro nas etapas, especialmente quando a sexta chegou a Willunga Hill, onde ele e Sergio Henao eram uns dos dois corredores que conseguiram seguir a Richie Porte.
Em 2017, revelou seu talento como puncheur sendo nono na Liège-Bastogne-Liège e ocupou o sétimo lugar na Volta a Espanha, que ganhou Christopher Froome.
Em 2018 obteve o segundo lugar na Liège-Bastogne-Liège, por trás de Bob Jungels, e depois foi 19.º no Giro d'Italia. Em setembro, ganhou em Oiz na décima-sétima etapa da Volta a Espanha e obteve a medalha de bronze do Campeonato do Mundo em estrada, por trás de Romain Bardet e o ganhador, o espanhol Alejandro Valverde.

## Palmarés
- 2015
  - Clássica de Loulé
  - 1 etapa do Tour de Gila
  - 1 etapa do Tour de Utah

- 2018
  - 1 etapa da Volta a Espanha[3]
  - 3.º no Campeonato Mundial em Estrada

- 2019
  - 1 etapa do Herald Sun Tour
  - Milano-Torino

- 2020
  - 1 etapa da Tirreno-Adriático
  - 1 etapa da Volta a Espanha

- 2021
  - 1 etapa do Tour dos Alpes Marítimos e de Var
  - 1 etapa do Volta à Romandia

## Resultados em Grandes Voltas e Campeonatos do Mundo
Durante a sua carreira desportiva tem conseguido os seguintes postos nas Grandes Voltas e nos Campeonatos do Mundo:
| Corrida            | Corrida            | 2013 | 2014 | 2015 | 2016 | 2017 | 2018 | 2019 | 2020 | 2021 |
| ------------------ | ------------------ | ---- | ---- | ---- | ---- | ---- | ---- | ---- | ---- | ---- |
|                    | Giro d'Italia      | —    | —    | —    | —    | 38.º | 19.º | —    | —    | —    |
|                    | Tour de France     | —    | —    | —    | —    | —    | —    | 32.º | —    | Ab.  |
|                    | Volta a Espanha    | —    | —    | —    | —    | 7.º  | 34.º | —    | 34.º | —    |
| Mundial em Estrada | Mundial em Estrada | —    | Ab.  | 94.º | —    | —    | 3.º  | Ab.  | 12.º | —    |

—: não participa

Ab.: abandono